# Nikita Kriukov
Pour les articles homonymes, voir Krioukov.
Nikita Kriukov (en russe : Никита Валерьевич Крюков et en : français : Nikita Valeryevitch Krioukov), né le 30 mai 1985 à Dzerjinski est un fondeur russe, devenu champion olympique du sprint en 2010 et champion du monde en 2013. Il a gagné cinq sprints dans des courses de Coupe du monde (courses à étapes incluses).

## Biographie
Actif dans les compétitions officielles de la FIS depuis 2004, Kriukov est présent au départ de son premier sprint en Coupe du monde en novembre 2006 à Kuusamo, se classant 31e. Il passe les qualifications lors de son deuxième départ, à Rybinsk en janvier 2007, où il finit 25e. Dès la saison 2007-2008, il se met en évidence, atteignant deux finales à Kuusamo (5e) et Canmore (6e), tandis qu'il remporte le classement de la Coupe d'Europe de l'Est. Aux Championnats du monde de Liberec 2009, il prend la quatrième place au sprint par équipes. En novembre 2009, après avoir obtenu d'autres top dix, il monte sur le podium du sprint classique de Kuusamo, qu'il a achevé au troisième rang. En janvier 2010, il ajoute deux troisièmes places à sa collection sur les sprints d'Otepää (classique) et Rybinsk (libre).
Il devient le premier Russe à remporter le titre olympique en sprint lors des Jeux olympiques de 2010 à Vancouver en devançant son coéquipier Alexander Panzhinskiy, en revenant de derrière et à la photo-finish et le Norvégien Petter Northug., ce qui représente aussi sa première victoire dans l'élite. Pour finir l'hiver, il montre sa confiance à Stockholm dans le cadre des Finales de la Coupe du monde, gagnant le sprint.
Lors des Championnats du monde de 2011 avec Panzhinskiy, il obtient une médaille de bronze en sprint par équipes puis lors Championnats du monde de 2013, il obtient deux médailles d'or dont le titre en sprint classique devant Petter Northug et Alex Harvey et en sprint par équipes.
Entre-temps, il a gagné deux fois dans des courses à étapes : un sprint sur le Tour de ski en 2011-2012 et un autre sur le Nordic Opening 2012-2013, saison où il établit son meilleur classement de Coupe du monde dans le sprint avec le troisième rang, obtenant des podiums également à Canmore, Stockholm et Drammen.
Il est également détenteur d'une autre médaille olympique, avec celle du sprint par équipes obtenues lors des 
Jeux de 2014 à Sotchi.
Le 21 décembre 2013, il décroche sa première victoire en Coupe du monde après huit podiums (il a déjà gagné dans des étapes de tour), en devançant de peu le Kazakh Alexey Poltoranin à l'occasion du sprint classique d'Asiago. Aux Championnats du monde 2015, il est quatrième du sprint classique et médaillé d'argent au sprint par équipes avec Alexey Petukhov.
En 2016, alors moins en verve (19e mondial en sprint), il parvient à gagner son cinquième sprint dans la Coupe du monde (deuxième victoire à part entière) grâce à une dernière ligne droite très rapide face à Ola Vigen Hattestad et Petter Northug.
Il est plus loin dans la hiérarchie durant la saison 2016-2017, obtenant ses seuls résultats importants à Pyeongchang, où il est huitième du sprint individuel et troisième du sprint par équipes avec Artiom Maltsev.
Aux Championnats du monde 2017 à Lahti, pour sa seule course au programme, il est sacré de nouveau sur le sprint par équipes, en compagnie de Sergueï Oustiougov. Il s'agit de son dernier podium au niveau mondial.
En novembre 2017, dans le cadre de l'enquête sur le système de dopage en Russie et les Jeux olympiques de Sotchi 2014, il fait partie des athlètes sanctionnés et par conséquent perd sa médaille obtenue aux jeux et est suspendu. Deux mois plus tard, la décision est annulée par le Tribunal arbitral du sport, comme c'est le cas pour sept autres fondeurs. Il n'est cependant pas présent aux Jeux olympiques de Pyeongchang, étant également blessé.
À l'issue de la saison 2018-2019, où il n'est pas inclus dans l'équipe nationale, il annonce la fin de sa carrière internationale.
En 2020, alors fraîchement retraité de la compétition, il obtient un rôle d'entraîneur de l'équipe chinoise de ski de fond en prépartion des Jeux olympiques de Pékin 2022.

## Palmarès

### Jeux olympiques
Sa première participation aux Jeux olympiques de 2010 a été couronnée d'un titre olympique en sprint en style classique devant son coéquipier Alexander Panzhinskiy et le Norvégien Petter Northug. Lors de l'édition suivante, il remporte avec son compatriote Maxim Vylegzhanin la médaille d'argent du sprint par équipe.
| Épreuve / Édition | Sprint                           | Sprint                           | 15 km                            | 15 km                            | Poursuite 2 × 15 km | 50 km | Relais                             | Relais    |
| Épreuve / Édition | libre                            | classique                        | libre                            | classique                        | Poursuite 2 × 15 km | 50 km | Sprint                             | 4 × 10 km |
| JO 2010 Vancouver | Épreuve inexistante à cette date | Médaille d'or, Jeux olympiques   | —                                | Épreuve inexistante à cette date | —                   | —     | —                                  | —         |
| JO 2014 Sotchi    | 13e                              | Épreuve inexistante à cette date | Épreuve inexistante à cette date | —                                | —                   | —     | Médaille d'argent, Jeux olympiques | —         |

Légende :
- : première place, médaille d'or
- : deuxième place, médaille d'argent
- : pas d'épreuve
- — : non disputée par Kriukov

### Championnats du monde
Nikita Kriukov a remporté une médaille de bronze lors du sprint par équipes en 2011 avec comme relayeur Alexander Panzhinskiy. Il avait également pris part aux Mondiaux 2009 mais avait échoué à la 4e place en sprint par équipes avec Andrey Parfenov. En 2013, il réussit le doublé sprint classique-sprint par équipes, tout d'abord en battant le norvégien Petter Northug en finale du sprint et ensuite associé à Alexey Petukhov ils devancent les suédois et les kazakhs en sprint par équipes.
| Épreuve / Édition           | Sprint                           | Sprint                           | 15 km                            | 15 km                            | Poursuite / Skiathlon 2 × 15 km | 50 km | Relais                    | Relais    |
| Épreuve / Édition           | libre                            | classique                        | libre                            | classique                        | Poursuite / Skiathlon 2 × 15 km | 50 km | Sprint                    | 4 × 10 km |
| Mondiaux 2009 Liberec       | —                                | Épreuve inexistante à cette date | Épreuve inexistante à cette date | —                                | —                               | —     | 4e                        | —         |
| Mondiaux 2011 Oslo          | —                                | Épreuve inexistante à cette date | Épreuve inexistante à cette date | —                                | —                               | —     | Médaille de bronze, monde | —         |
| Mondiaux 2013 Val di Fiemme | Épreuve inexistante à cette date | Médaille d'or, monde             | —                                | Épreuve inexistante à cette date | —                               | —     | Médaille d'or, monde      | —         |
| Mondiaux 2015 Falun         | Épreuve inexistante à cette date | 4e                               | —                                | Épreuve inexistante à cette date | —                               | —     | Médaille d'argent, monde  | —         |
| Mondiaux 2017 Lahti         | —                                | Épreuve inexistante à cette date | Épreuve inexistante à cette date |                                  | —                               | -     | Médaille d'or, monde      | -         |

Légende :
- : première place, médaille d'or
- : deuxième place, médaille d'argent
- : troisième place, médaille de bronze
- : pas d'épreuve
- — : Non disputée par Kriukov

### Coupe du monde
- Meilleur classement général : 21e en 2010.
- 14 podiums : 
  - 10 podiums en épreuve individuelle : 2 victoires et 8 troisièmes places.
  - 5 podiums en épreuve par équipes : 1 victoire, 2 deuxièmes places et 2 troisièmes places.
- 5 podiums dans des étapes de tours : 3 podiums, 1 deuxième place et 1 troisième place.

#### Détail des victoires
| Épreuve / Édition | Sprint | Sprint    |
| Épreuve / Édition | libre  | classique |
| 2013-14           | Asiago |           |
| 2015-16           |        | Stockholm |

#### Victoires dans les courses à étapes
| Numéro | Date             | Lieu       | Discipline              | Course                |
| ------ | ---------------- | ---------- | ----------------------- | --------------------- |
| 1.     | 17 mars 2010     | Stockholm  | 1 km sprint classique   | Finales               |
| 2.     | 31 décembre 2011 | Oberstdorf | 1,2 km sprint classique | Tour de ski 2011-2012 |
| 3.     | 30 novembre 2012 | Kuusamo    | 1,4 km sprint classique | Nordic Opening 2012   |

#### Classements par saison
Nikita Kriukov réalise sa meilleure saison en 2010 avec une 6e place au classement du sprint et une 21e place au général. Il n'a terminé qu'à une reprise à une course par étapes avec une 68e place lors des Finales en 2009.
| Saison / Épreuve | Saison / Épreuve | Général | Général | Distance | Distance | Sprint | Sprint | Tour de ski depuis 2007 | Finales depuis 2008              | Nordic Opening depuis 2011       |
| ---------------- | ---------------- | ------- | ------- | -------- | -------- | ------ | ------ | ----------------------- | -------------------------------- | -------------------------------- |
| Saison / Épreuve | Saison / Épreuve | Class.  | Points  | Class.   | Points   | Class. | Points | Tour de ski depuis 2007 | Finales depuis 2008              | Nordic Opening depuis 2011       |
| 2007             | 2007             | 132e    | 13      | -        | -        | 64e    | 13     | -                       | Épreuve inexistante à cette date | Épreuve inexistante à cette date |
| 2008             | 2008             | 56e     | 114     | -        | -        | 22e    | 114    | -                       | -                                | Épreuve inexistante à cette date |
| 2009             | 2009             | 35e     | 204     | -        | -        | 10e    | 204    | -                       | 68e                              | Épreuve inexistante à cette date |
| 2010             | 2010             | 21e     | 307     | -        | -        | 6e     | 307    | -                       | -                                | Épreuve inexistante à cette date |
| 2011             | 2011             | 55e     | 113     | -        | -        | 19e    | 113    | -                       | -                                | -                                |
| 2012             | 2012             | 34e     | 287     | -        | -        | 10e    | 287    | -                       | -                                | -                                |
| 2013             | 2013             | 25e     | 316     | -        | -        | 3e     | 316    | -                       | -                                | -                                |
| 2014             | 2014             | 26e     | 277     | -        | -        | 5e     | 277    | -                       | -                                | -                                |
| 2015             | 2015             | 41e     | 159     | -        | -        | 12e    | 159    | -                       | Épreuve inexistante à cette date | -                                |
| 2016             | 2016             | 49e     | 141     | -        | -        | 19e    | 141    | -                       | Épreuve inexistante à cette date | -                                |
| 2017             | 2017             | 83e     | 54      | -        | -        | 36e    | 54     | -                       | Épreuve inexistante à cette date |                                  |

Légende :
- — : non participation
- : pas d'épreuve

### Coupes continentales
- 1er du classement général de la Coupe d'Europe de l'Est en 2008.
- 2 podiums en Coupe OPA, dont 1 victoire.

### Championnats de Russie
Il est quadruple champion de Russie :
- - De sprint en 2008, 2011 et 2013.
  - De sprint par équipes en 2009.